# 布拉霍达特内 (赫尔松区)

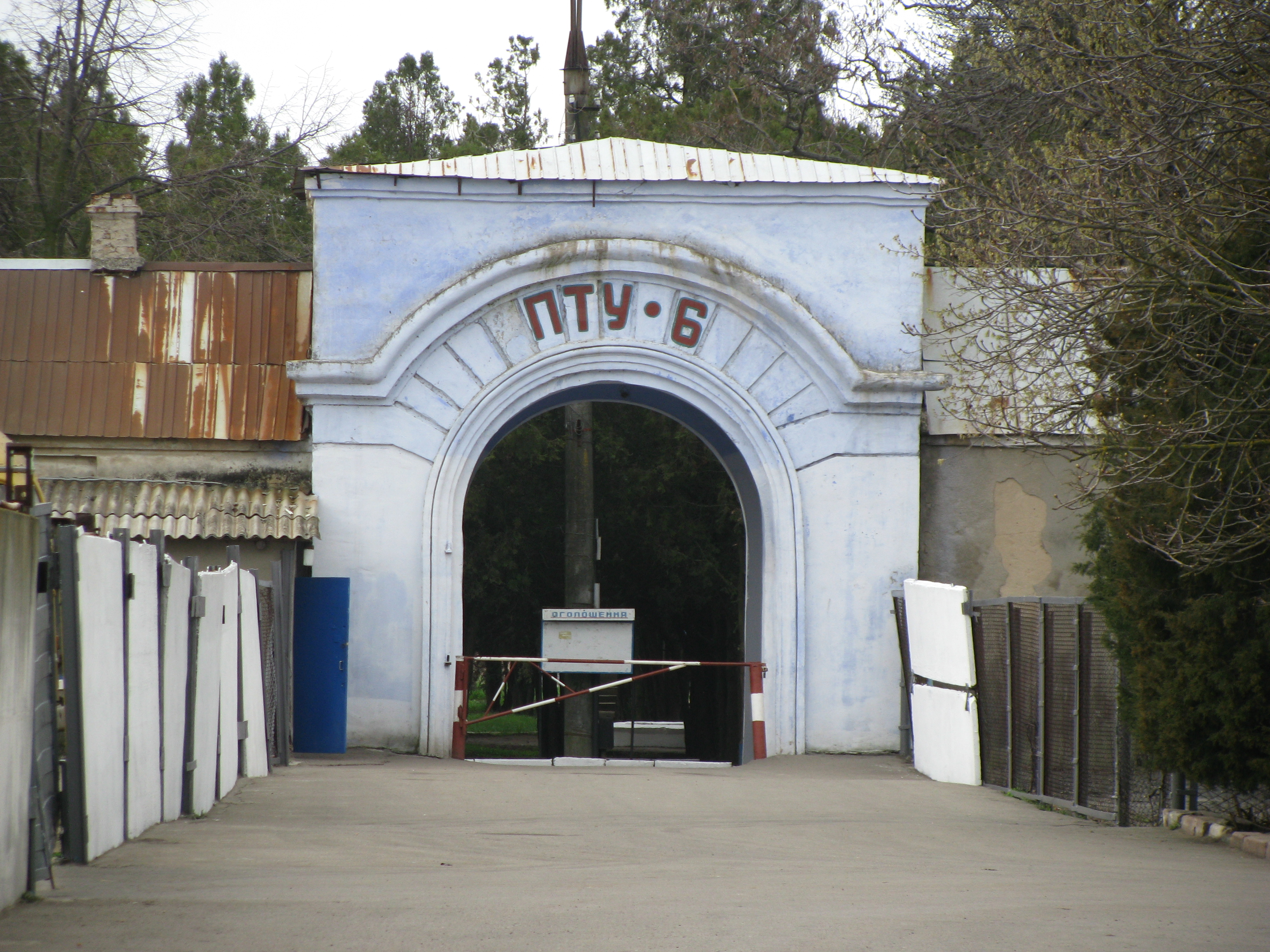
当地职业学校的钟楼

布拉霍达特内（烏克蘭語：Благодатне），是烏克蘭南部赫爾松州赫尔松区乔尔诺巴伊夫卡市镇内的村落。始建於1920年，面積1.05平方公里，海拔高度42米，2001年人口1,023，人口密度每平方公里970.6人。